# Condado de Hocking
El condado de Hocking (en inglés: Hocking County) es uno de los 88 condados del estado estadounidense de Ohio. La sede del condado y ciudad más poblada es Logan. El condado posee un área de 1.097 km² (los cuales 2 km² están cubiertos por agua), la población de 28.241 habitantes, y la densidad de población es de 27 hab/km² (según censo nacional de 2000). Este condado fue fundado el 1 de marzo de 1818.

## Localidades

### Ciudades
- Logan

### Villas
- Buchtel
- Laurelville
- Murray City